# Substytut
Substytut (z łac. substitutio „podstawienie”), zamiennik – produkt (lub usługa) zaspokajający te same potrzeby nabywcy, ale inny ze względu na technologię wytwarzania. Przykładowo substytutem masła jest margaryna, a substytutem parkietu – wykładzina z tworzyw sztucznych. W analizie strukturalnej (jedna z metod analizy strategicznej przedsiębiorstw) możliwość pojawienia się substytutów to jeden z kluczowych czynników zagrażających atrakcyjności sektora gospodarki. Zagrożenie substytutami zwiększa się w sektorach dojrzałych.

## Dobra doskonale substytucyjne
Dobrami doskonale substytucyjnymi nazywa się w ekonomii takie dobra, których wartość dla konsumenta nie zależy od jego preferencji względem określonej kombinacji taki dóbr, a które jest skłonny wymieniać w sposób nieograniczony pod pewnymi warunkami. Stosunek przyrostu konsumpcji jednego dobra do ubytku konsumpcji innego lub innych dóbr (krańcowa stopa substytucji) musi być w tym przypadku stały. Krzywa obojętności uzyskuje postać liniową.
Oznacza to, że konsument przeznaczając cały dochód na dobra doskonale substytucyjne wybiera spośród nich to, które daje mu większą użyteczność całkowitą, a co za tym idzie to, którego może więcej kupić (którego cena jest niższa).
Przykładem dóbr doskonale substytucyjnych są monety o różnych nominałach. Na przykład 20 monet 50-groszowych daje konsumentowi taką samą użyteczność (jest warte tyle samo), jak 5 monet 2-złotowych.